# 連江縣政府
連江縣政府是中華民國福建省連江縣最高層級的地方行政機關，中華民國政府架構中為縣自治的行政機關，同時負責執行中央機關委辦事項，連江縣的自治監督機關為行政院內政部。連江縣政府也是轄下各鄉的地方自治監督機關。

## 行政沿革
- 民國初，連江縣公署行政人員僅10餘人，未分設科室，連江縣主要政務由知事統理，縣佐協理。
- 民國7年（1918年），始設2個科：第一科掌民政，第二科司財政。民國11年（1922年）設勸業所（後改實業局）。
- 民國12年（1923年），增設教育局（前身為勸學所）、市政局。民國17年（1928年）增設建設局（實業局、市政局併入），建立警衛隊。
- 民國18年（1929年），實施《縣組織法》，連江縣公署改為連江縣政府，行政人員逐漸增多，職能機關日趨健全。是年增設公安局（警衛隊併入）。
- 民國22年（1933年），教育局改為教育科。民國23年公安局改為員警所。民國24年（1935年），縣政府內設民政、財政、教育、建設、軍事5個科，秘書、會計、警佐3個室和3個區署派出機構。
- 民國26年（1937年），連江核定為二等縣，縣政府僅設一、二、三科和秘書室。
- 民國28年（1939年），為適應抗日戰時需要，建立抗敵自衛團。
- 民國29年（1940年），改名國民兵團，軍事科併入，並增建縣警察局。同年為統制糧食市場，設立糧食管理委員會和公沽局，翌年初公沽失敗，兩個單位隨之撤銷，另設糧政科，後與田賦經征處合併成立田賦糧食管理處（簡稱「田糧處」）。
- 民國30年（1941年）4月19日，連江縣城被日軍佔領，縣政府遷到丹陽，並在蓼沿蒲邊設行署，9月3日縣城收復後遷回。是年底，縣政府內設民政、財政、教育、建設4個科，秘書、軍法、會計3個室，加上3個區署，計有員役61人。
- 民國31年（1942年），增設社會科（由民政科社會股擴充分立）和戶政室。
- 民國32年（1943年），恢復軍事科（國民兵團保存編制）。
- 民國33年（1944年）9月，日軍第二次侵佔連江，縣政府機關內遷蓼沿溪東、蒲邊，僅存一、二兩科，秘書、會計兩室及警察局、國民兵團、田糧處等直屬機構。
- 民國34年（1945年）5月，縣政府機關於6月中旬全部遷回縣城，並逐步恢復戰前設置，年底有民政、財政、教育、建設、軍事、社會6個科，秘書、會計、軍法、戶政、電話5個室及警察局、田糧處、農業推廣所、衛生院、縣立初中等直屬單位。國民兵團撤銷。
- 民國35年（1946年），增設統計室和地政科，同年底，國共內戰後，建立縣防護團和18個鄉鎮分團。
- 民國36年（1946年）4月，成立黨政軍特種聯席會報（時稱「特秘室」）。
- 民國37年（1948年）2月，成立縣民眾自衛總隊部(縣長兼總隊長)。同年，政府各科改為序號命名，社會科併入第一科(民政)。
- 民國38年（1949年），縣政府內設第一科（主民政）、第二科（主財政）、第三科（主教育）、第四科（主建設）、第五科（主軍事）及田糧科、地政科、稅捐處、秘書室、會計室、統計室、特秘室、戶政室、無線電班、農業推廣所等共有員役130人，警察局94人，鄉鎮公所154人。

## 組織架構
連江縣政府的組織基準法為《連江縣政府組織自治條例》，依據《連江縣政府組織自治條例》，連江縣政府置以下職稱：
- 縣長，綜理縣政，指揮、監督所屬員工及機關。（民選產生）
  - 副縣長，襄助縣長處理縣政。（一名，比照簡任第十三職等，由當屆縣長任命）
  - 秘書長，為幕僚長，承縣長之命，處理縣政。（一名，簡任第十二職等，由當屆縣長任命）
  - 秘書，受主任秘書之指揮、監督，掌理機要、動員、協調、核稿等事項。（二名，薦任第九職等至簡任第十職等）
  - 參議，承縣長之命，辦理縣政設計、法案審核、協調各局室業務，並備諮詢有關縣政事項。（簡任第十一職等）
- 縣政會議，由縣長、副縣長、秘書長、參議、秘書、局處主管、所屬一級機關首長，與縣長指定人員組成。縣政會議，由縣長召集，並由縣長擔任縣政會議之主席，縣長因故不以出席時，由職務代理人擔任主席。

## 縣府組織
連江縣政府的組織基準法為《連江縣政府組織自治條例》為2017年1月1日起施行新的組織架構連江縣政府設有9個內部單位、7個所屬一級機關（設有7個下屬機關）、7個所屬二級機關（構）、9所各級學校。此外，連江縣政府還經營6個縣營事業機構。
| 所屬一級單位 - 民政社會處 (民政處改制) - 教育處 - 產業發展處 - 工務處 - 文化處 - 行政處 - 人事處 - 主計處 - 政風處 | 所屬一級機關 - 警察局 - 消防局 - 衛生局 (衛生福利局改制) - 財政稅務局 - 環境資源局 - 交通旅遊局 - 地政局 | 所屬二級機關（構） - 南竿戶政事務所 - 北竿戶政事務所 - 莒光戶政事務所 - 東引戶政事務所 - 連江縣港務處 - 連江縣大同之家 - 連江縣家庭教育中心 |

縣營事業機構
- 公法人
  - 連江縣馬祖日報社[18]
  - 連江縣公共汽車管理處
  - 連江縣自來水廠
- 私法人
  - 連江縣立醫院
  - 馬祖酒廠實業股份有限公司
  - 馬祖連江航業有限公司

## 外部連結
- 連江縣政府 （页面存档备份，存于）
- YouTube上的馬祖連江縣政府頻道